# João Evangelista de Faria Lobato
João Evangelista de Faria Lobato (ca. 1774 — 25 de junho de 1846) foi um juiz de fora, desembargador e político brasileiro. Foi senador do Império do Brasil, de 1826 a 1846.
Foi pai do também senador Francisco de Paula Negreiros de Saião Lobato e do ministro do Supremo Tribunal de Justiça João Evangelista de Negreiros Saião Lobato.